# Katja Dedekind
Katja Dedekind, née le 17 août 2001, est une nageuse et joueuse de goalball australienne malvoyante. Elle remporte une médaille de bronze aux Jeux de 2016 et deux médailles de bronze aux Jeux de 2020,,.

## Biographie
Dedekind naît le 17 août 2001 à Durban, en Afrique du Sud. Elle a un frère jumeau. En raison de cataractes congénitales et d'amblyopie, elle est aveugle de l'œil droit et a une vision limitée de l'œil gauche. Originaire de Kenmore, Brisbane, Dedekind vit désormais sur la Sunshine Coast après avoir obtenu son diplôme du Matthew Flinders Anglican College (en), Buderim, en 2019,.
En mars 2018, Dedekind a l'honneur de faire partie des 3 500 relayeurs du Queen's Baton Relay (en) des Jeux du Commonwealth.
Dedekind reçoit un Sporting Full Blue à l'université Griffith pour y étudier la communication.

## Carrière sportive
Dedekind participe à des compétitions de natation et de goalball. En natation, elle est classée S13.
Dedekind commence le goalball en 2012 après avoir participé à une journée d'essai. Lors des Championnats d'Australie de 2012 à Melbourne, elle reçoit le titre de Meilleure joueuse défensive junior. Elle est membre de l'équipe gagnante de la Coupe d'Australie sur invitation de 2013 à Sydney.
Elle commence la natation à un jeune âge avec son frère jumeau, mais ne se lance dans la compétition qu'en 2012. Lors des championnats de natation de sprint du Queensland de 2015, elle reçoit le prix de Nageuse de la compétition pour les nageurs handicapés. En 2015, elle remporte trois médailles d'or et cinq médailles d'argent aux Jeux scolaires du Pacifique SSA 2015. Aux Championnats australiens de natation de 2016, elle remporte la médaille de bronze au 200 m nage libre féminin et termine cinquième au 50 m dos féminin et au 50 m papillon féminin. Elle est membre du club de natation UQ et est entraînée par David Heyden,.
En 2016, Dedekind est sélectionnée pour représenter l'Australie aux Jeux paralympiques. Elle participe à quatre épreuves et monte une fois sur le podium. Elle remporte une médaille de bronze au 100 m dos féminin S13 et termine septième au 400 m nage libre S13 mais n'atteint pas les finales du 50 m nage libre S13, du 100 m nage libre S13 et du 100 m nage libre S13.
En août 2018, aux Championnats pan-pacifiques à Cairns, dans le Queensland, juste avant son dix-septième anniversaire, Dedekind remporte l'or avec son temps de compétition le plus rapide au 100 m dos. Elle rafle également le bronze au 200 m quatre nages individuel féminin pour la classification SM12/13 et l'argent au 400 m nage libre S13.
Elle participe aux Championnats du monde 2019 à Londres dans quatre épreuves, mais ne monte sur aucun podium.
Dedekind est membre de l'équipe de natation des Dolphins australiens. Elle est entraînée par Nathan Doyle lors de sa préparation pour les Jeux paralympiques de 2020 à Tokyo. Aux Jeux, Dedekind remporte une médaille de bronze du 100 m dos féminin S13 avec un temps de 1 min 06 s 49, après avoir réalisé un meilleur temps personnel de 1 min 07 s 38 dans les séries. Elle remporte également une médaille de bronze en participant au 400 m nage libre féminin S13,. Son temps de 4 min 35 s 87 est 12 secondes moins rapide que celui de la gagnante, l'Ukrainienne Anna Stetsenko. Dedekind participe également au 50 m nage libre S13 où elle se qualifie pour la finale mais termine seulement 4e.
Aux Championnats du monde 2022, à Madère, elle remporte trois médailles : l'or au 50 m nage libre féminin S13, l'argent au 100 m dos féminin S13 et au 400 m nage libre féminin S13.
Aux Jeux du Commonwealth de 2022 à Birmingham, Dedekind remporte la médaille d'or du 50 m nage libre féminin S13 en battant un record du monde,.
Vers juin 2022, Dedekind change de club, passant des SC Spartans avec l'entraîneur Nathan Doyle au Yeronga Park Swim Club avec les entraîneurs Robert van der Zant et Kate Sparkes.
Elle est sélectionnée pour participer aux Jeux paralympiques d'été de 2024.

## Distinctions
- 2016 : Athlète féminine junior de l'année, Sporting Wheelies and Disabled Association[26]
- 2021 : Sportive de l'année de l'Université de la Sunshine Coast[27]
- 2022 : Sportif en situation de handicap de l'année du Queensland[28]